# Татлинова кула
Татлинова кула или Споменик Трећој Интернационали (рус. Памятник III Интернационалу) био је авангардни пројекат совјетског вајара Владимира Татлина направљен 1920. године.

## Историјат и опис пројекта
Владимир Татлин добио је наруџбу 1919. за израду будућег Седишта Треће Интернационале и споменика Октобарској револуцији, који је требало да буде саграђен у Лењинграду.
Татљин је са својим тимом Креативним колективим у коме су били Јосиф Мерзон, Павел Виноградов и Тевел Маркович, направио модел висок 6,7 м свог необичног торња, прве потпуно геометријске архитектонске форме, која је изложена за време Осмог Сверуског конгреса совјета одржаног децембра у Москви и Лењинграду 1920. године.
Та конструктивистичка кула требало је да буде висока 396 м, односно највиша грађевина на свету (Ајфелова кула која је тада била највиша, има само 300 м). Челична спирална конструкција требало је да буде носач за његову унутрашњост, од стакла и челика, која би имала три спрата у облику коцке, пирамиде и цилиндра, које би се окретале око своје осе - сваки у свом правцу, и различитом брзином.
Први спрат у форми коцке, требало је да се ротира око своје осе равно годину дана (у њој је требало да буду конференцијске дворане и библиотеке), следећи спрат у форми пирамиде, ротацију би извео за један месец. То је требало да буде простор за Централни извршни комитет, секретаријат и сва остале водеће органе Треће Интернационале. Завршни простор у облику цилиндра, био је намењен новинарима и информационом центру, он је требало да се окреће око своје осе за један час.

## Реакције
Реакције на изложени модел биле су различите: Мајаковском се пројект допао, али се колегама из струке Лисицком и Габоу није, као ни Троцком који је рекао да није практичан. 
Како се економско стање у Совјетском Савезу 1921. погоршало, пројекат је заборављен, и никад изведен.